# إليزابيث كونينغهام
إليزابيث كونينغهام (بالإنجليزية: Elizabeth Cunningham)‏ هي كاتِبة أمريكية، ولدت في 1953.